# Disco Destroyer
Albums de Tankard
The Tankard
(1995) Kings of Beer
(2000)
Disco Destroyer est le huitième album studio du groupe de thrash metal allemand Tankard. L'album est sorti en 1998 sous le label Century Media Records. C'est le premier album du groupe sorti sous ce label.
C'est le dernier album de Tankard enregistré avec le guitariste Andy Bulgaropulos au sein de la formation.

## Musiciens
- Andreas "Gerre" Geremia - Chant
- Frank Thorwarth - Basse
- Andy Bulgaropulos - Guitare
- Olaf Zissel - Batterie

## Liste des morceaux
1. Serial Killer
2. http://www.Planet-Suicide.com
3. Hard Rock Dinosaur
4. Queen of Hearts
5. U-R-B
6. Mr. Superlover
7. Tankard Roach Motel
8. Another Perfect Day
9. Death by Whips
10. Away!
11. Face of the Enemy
12. Splendid Boyz
13. Disco Destroyer